# Mainz-Altstadt
Altstadt ist ein Ortsbezirk der rheinland-pfälzischen Landeshauptstadt Mainz. Er umfasst im Wesentlichen die Teile, die auf die Gründung einzelner römischer vicii ab 13/12 v. Chr. bei Mogontiacum zurückgehen beziehungsweise sich bis zur Stadterweiterung der 1870er Jahre innerhalb der Stadtmauer befanden.

## Lage und Umfang
Der heutige Ortsbezirk entstand 1989 mit der Aufteilung des ehemaligen Bezirks Innenstadt in Oberstadt, Neustadt, Altstadt und Hartenberg-Münchfeld. Der Ortsbezirk Mainz-Altstadt wird begrenzt vom Rhein, der Gemarkungsgrenze Mainz/Weisenau, Weisenauer Straße bis zur Bahnlinie, Eisgrubweg, Kästrich, Martinsstraße, Mathildenstraße, Terrassenstraße, Alicenstraße, Parcusstraße, Kaiserstraße bis zum Rhein. Die Gebäude beidseits der Straßen Kästrich, Martinsstraße und Mathildenstraße sind jedoch dem Ortsbezirk Mainz-Oberstadt zugeordnet, auch wenn sie die Postleitzahl der Altstadt (55116) tragen und sich innerhalb der ehemaligen Stadtmauer befinden.
Die Viertel, die zur Altstadt gehören sind unter anderem das Bleichenviertel, das Schlossviertel, der Stefansberg, das Gebiet unterhalb der Kupferbergterrasse, das Lauterenviertel, der Winterhafen sowie die „klassische“ Altstadt, die von der Ludwigsstraße über den Brand, die Rheinstraße, die Holzhofstraße und die Weißliliengasse begrenzt wird. Hier befindet sich auch das als idyllisch geltende Weintorstraßenviertel.
Die Altstadt ist, neben dem in den 1960er Jahren neu errichteten Mainz-Lerchenberg, mit 2,4 Quadratkilometern einer der beiden flächenmäßig kleinsten Stadtbezirke von Mainz und weist, nach dem Ortsbezirk Mainz-Neustadt, die zweithöchste Bevölkerungsdichte der Stadt auf.

## Nachbarstadtteile und -gemeinden
Folgende Gemeinden bzw. Wiesbadener und Mainzer Stadtteile grenzen im Uhrzeigersinn an die Altstadt:
im Osten über dem Rhein Mainz-Kastel und Ginsheim-Gustavsburg
sowie im Südosten (mit einem kleinen Teil) Mainz-Weisenau, im Süden Mainz-Oberstadt und im Westen Mainz-Neustadt.

## Sehenswürdigkeiten
In der Altstadt befindet sich der touristisch attraktivste Teil der Mainzer Sehenswürdigkeiten. Hier finden sich Bauwerke und Plätze aus der Gründungszeit der Stadt bis zu modernsten Bauwerken aus der heutigen Zeit. Beachtenswert ist die große Anzahl an Haus- und Kirchenmadonnen in der Bischofsstadt, von denen die Fuststraßen-Madonna zu den bekanntesten zählt. (siehe auch: Liste der Kulturdenkmäler in Mainz-Altstadt)

### Bauwerke, Plätze und sonstige Sehenswürdigkeiten
|  |
|  |

| Sehenswürdigkeiten der Altstadt  |                                      |                                                |
| Kirchen                          | Profanbauten                         | Plätze und Sonstiges                           |
| Dom St. Martin und St. Stephan   | Kurfürstliches Schloss               | Schillerplatz                                  |
| St. Stephan (Chagallfenster)     | Deutschhaus (heute Landtag)          | Kirschgarten                                   |
| St. Quintin                      | Neues Zeughaus (heute Staatskanzlei) | Eisenbahnbrücke am Stadtpark                   |
| Augustinerkirche (Seminarkirche) | Erthaler Hof                         | Haus des Deutschen Weines                      |
| St. Peter                        | Osteiner Hof                         | Proviant-Magazin                               |
| St. Ignaz                        | Bassenheimer Hof                     | Sterne der Satire                              |
| Kapellen                         | Gutenberg-Museum                     | Staatstheater                                  |
| Johanniskirche                   | Jüngerer Dalberger Hof               | Heunensäule                                    |
| Antoniterkapelle                 | Eisenturm                            | Isis- und Magna Mater Heiligtum (Ausgrabungen) |
| Karmeliterkirche                 | Holzturm                             | Ballplatz                                      |
| St. Emmeran                      | Zum Römischen Kaiser                 | Fastnachtsbrunnen                              |
| Kriegsmahnmal St. Christoph      | Schönborner Hof                      | Drususstein                                    |
| Algesheimer Hof                  | Gästehaus des Bentzelschen Hofs      | Karmeliterplatz                                |
| Altmünsterkirche                 | Rathaus                              | Theodor-Heuss-Brücke                           |
|                                  | Älterer Dalberger Hof                | Schoppenstecher-Standbild                      |
|                                  | Hof zum Homberg                      | Pegel Mainz                                    |
|                                  | Alte Universität                     | Weintorstraßenviertel                          |
|                                  | Landesmuseum Mainz                   |                                                |
|                                  | Naturhistorisches Museum Mainz       |                                                |

## Politik

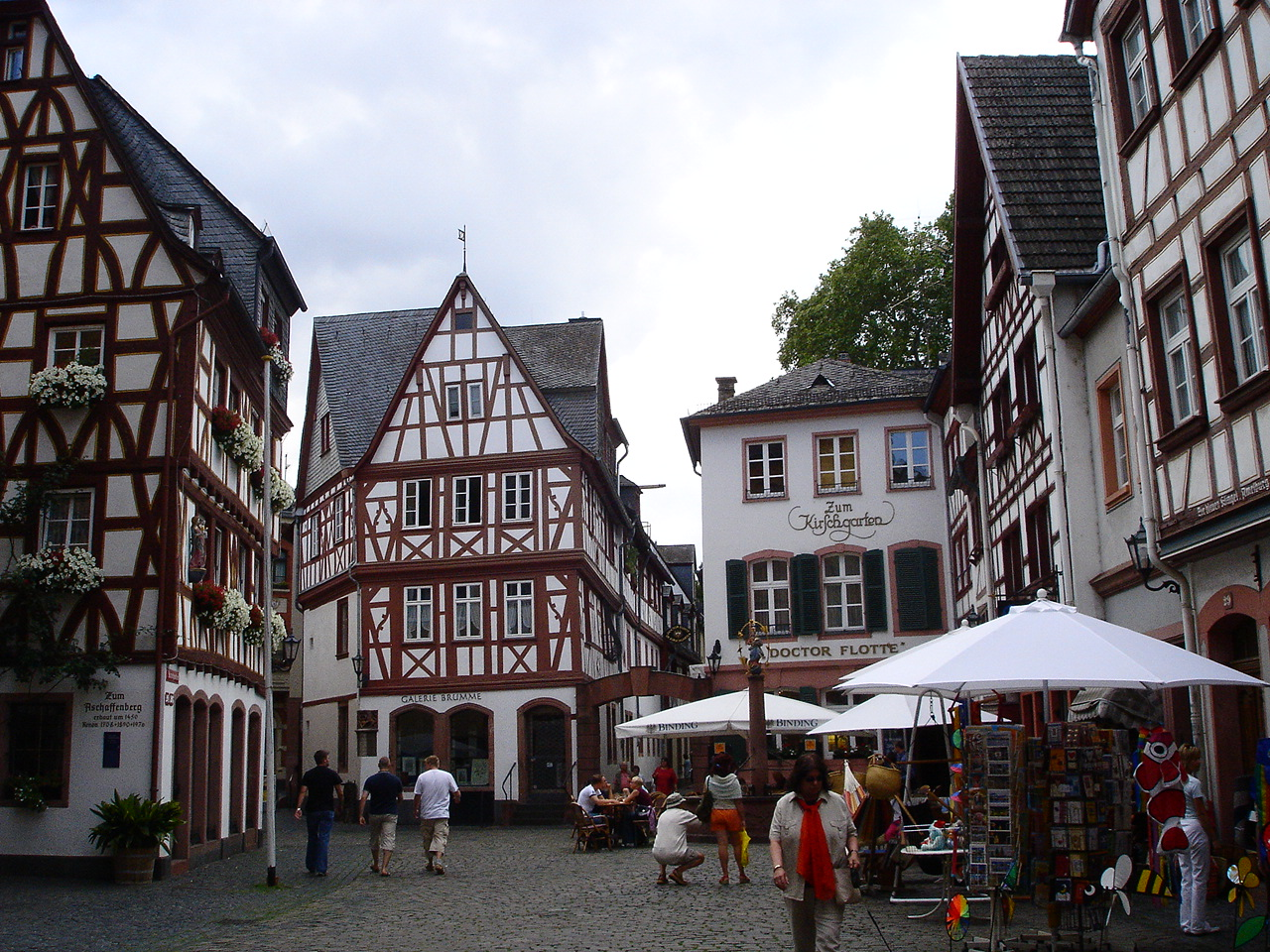
Kirschgarten mit Fachwerkhäusern

Nach der rheinland-pfälzischen Gemeindeordnung in Verbindung mit der Hauptsatzung der Landeshauptstadt Mainz besteht für die Altstadt ein 13-köpfiger Ortsbeirat, der von einem direkt gewählten Ortsvorsteher geleitet wird. Bei den meisten Entscheidungen des Ortsbeirats ist auch der Ortsvorsteher stimmberechtigt.
Bis einschließlich 1994 war das jeweilige Ergebnis für die Stadtratswahl auch für die Verteilung der Sitze im Ortsbeirat maßgeblich. Bei der Kommunalwahl 1999, in der erstmals separate Stimmzettel für die Ortsbeiratswahl abgegeben wurden, erhielten CDU und SPD jeweils fünf Sitze, die Grünen erhielten zwei Sitze und die FDP einen Sitz. Bei der Kommunalwahl 2004 wurden fünf Parteien in den Ortsbeirat gewählt. Nach dem Austritt der stellvertretenden Ortsvorsteherin, Annette Fornefett, aus der CDU-Fraktion verfügte die CDU über vier Sitze, die SPD über vier Sitze, Bündnis 90/Die Grünen über zwei Sitze und die FDP und die Republikaner über jeweils einen Sitz, während Fornefett als fraktionsloses Mitglied galt.
Die Kommunalwahl 2009 brachte erhebliche Veränderungen. Mit 30,6 % der Stimmen erhielten die Grünen 4 Sitze. Die SPD, mit 26,2 % der Stimmen, erhielt ebenfalls 4 Sitze, und die CDU, mit 26,0 %, nur 3 Sitze. Während die FDP (10,7 %) weiterhin über einen Sitz verfügt, verfehlten die Republikaner (2,6 %) den Einzug in den Ortsbeirat. Neu hinzu kam die ÖDP (3,9 %) mit einem Sitz. Als Ortsvorsteherin wurde Ulla Brede-Hoffmann (SPD), die bereits von 1989 bis 1994 Ortsvorsteherin der Altstadt gewesen war, in einer Stichwahl am 21. Juni 2009 mit 51,2 % der Stimmen bei 18 % Wahlbeteiligung gewählt. Ihre Stellvertreter waren zunächst Gunther Heinisch und Renate Ammann (beide Bündnis 90/Die Grünen). Nach dem Wegzug von Heinisch in die Mainzer Neustadt wurde im November 2012 an seiner Stelle als stellvertretender Ortsvorsteher Brian Huck gewählt, der wiederum 2014 selbst Ortsvorsteher wurde. Bei den Wahlen 2019 und 2024 wurde Huck jeweils in seinem Amt bestätigt.

### Liste der Ortsvorsteher
- 1989 – 1994 Ulla Brede-Hoffmann (SPD)
- 1994 – 1997 Regina Gerster (CDU)
- 1997 – 1999 Manfred Meuren (CDU)
- 1999 – 2009 Daniela Rößler (SPD)
- 2009 – 2014 Ulla Brede-Hoffmann (SPD)
- 2014 – heute Brian Huck (GRÜNE)